# (20798) Verlinden
(20798) Verlinden (2000 SH172) – planetoida z pasa głównego asteroid okrążająca Słońce w ciągu 3,58 lat w średniej odległości 2,34 j.a. Odkryta 27 września 2000 roku.